# Rete tranviaria di Donec'k
La rete tranviaria di Donec'k è la rete tranviaria che serve la città ucraina di Donec'k.